# Chiesa del Carmine (Bosa)
La chiesa della Madonna del Carmine si trova nell'omonima piazza di Bosa.

## Storia e descrizione
Il sito in cui sorge il complesso carmelitano, costituito dalla chiesa e dall'ex convento, era in passato occupato dall'antica chiesa della Madonna del Soccorso, concessa ai carmelitani nel 1606, quando i frati si trasferirono dal convento presso la chiesa di Sant'Antonio, sulla riva sud del Temo, a causa dell'insalubrità del luogo.
L'attuale chiesa, intitolata alla Madonna del Carmine, venne eretta tra il 1770 (anno della demolizione della chiesa del Soccorso) e il 1779, data che compare nella facciata, e consacrata nel 1810 dal vescovo Murru. Nella seconda metà del XIX secolo, in seguito alle leggi di soppressione degli ordini religiosi, i frati lasciarono il convento, che, passato in mano al comune, ospitò dapprima le scuole elementari e il ginnasio, successivamente il Municipio e, da ultimo, la biblioteca civica e l'archivio storico comunali.
La chiesa fu invece assegnata al fondo per il culto e tornò di proprietà ecclesiastica nel 1872, in permuta con la chiesa della Maddalena.
Il tempio si presenta con un fastoso prospetto in stile barocco piemontese, su tre ordini, scandito da cornici e lesene di trachite rossa lasciata a vista e concluso da un fastigio curvilineo. Questa ricca facciata si inserisce al centro del più semplice prospetto del convento, spezzandone la linearità. L'interno, a navata unica voltata a botte e cappelle laterali, è dominato dal monumentale altare maggiore barocco, del 1791, in marmi policromi e stucchi. Il presbiterio, rialzato e cinto da balaustra marmorea, è coperto da una cupola semisferica. La chiesa custodisce inoltre interessanti arredi lignei in stile tardo barocco, come il pulpito, ornato d'oro zecchino, le ancone delle cappelle laterali e la bussola. Sulla tribuna, con ringhiera in ferro battuto, è collocato l'organo, l'unico in Sardegna costruito dal fabbricante lombardo Carlo Giuliani (1796-1855), intorno al 1844.

## Galleria d'immagini

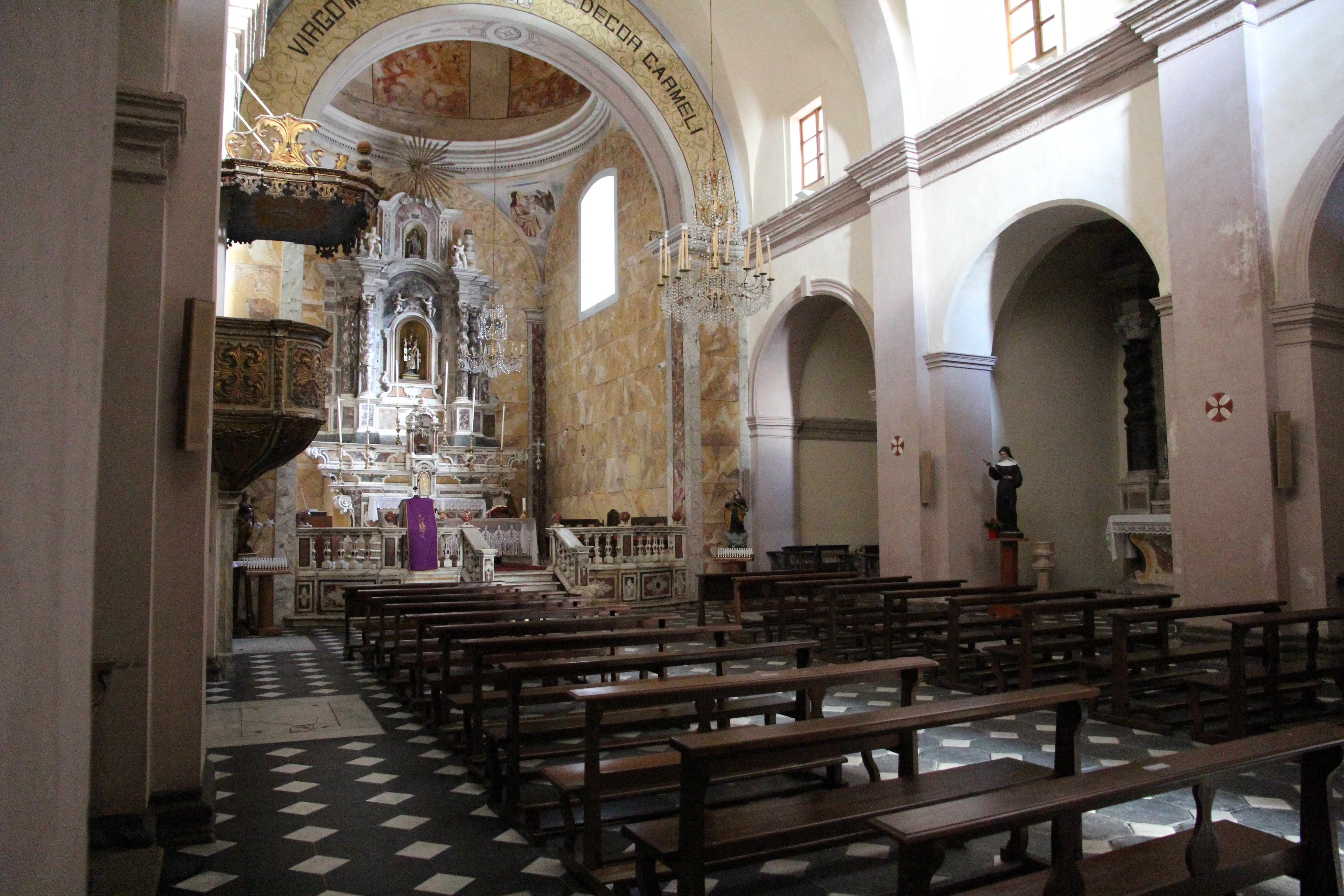
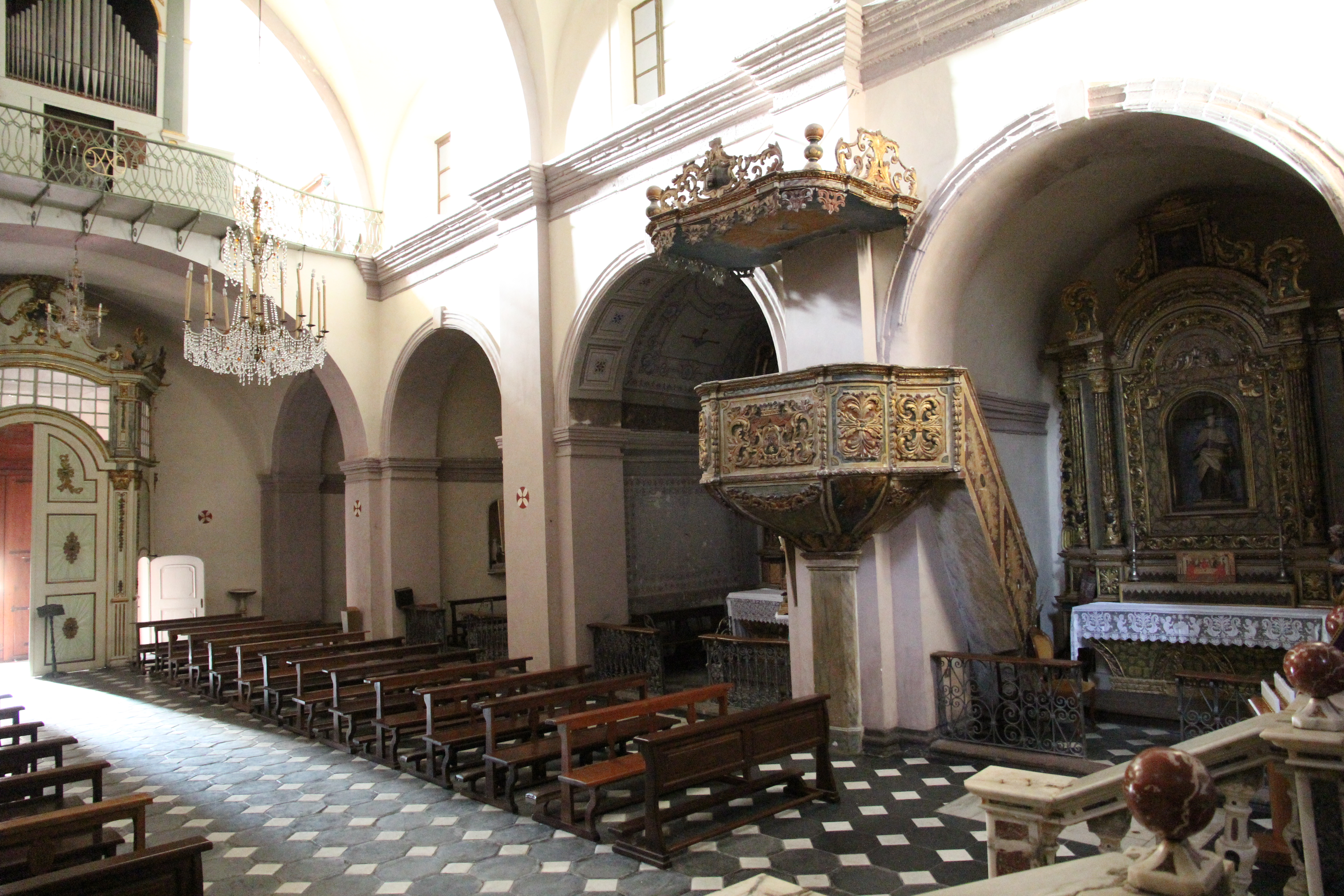
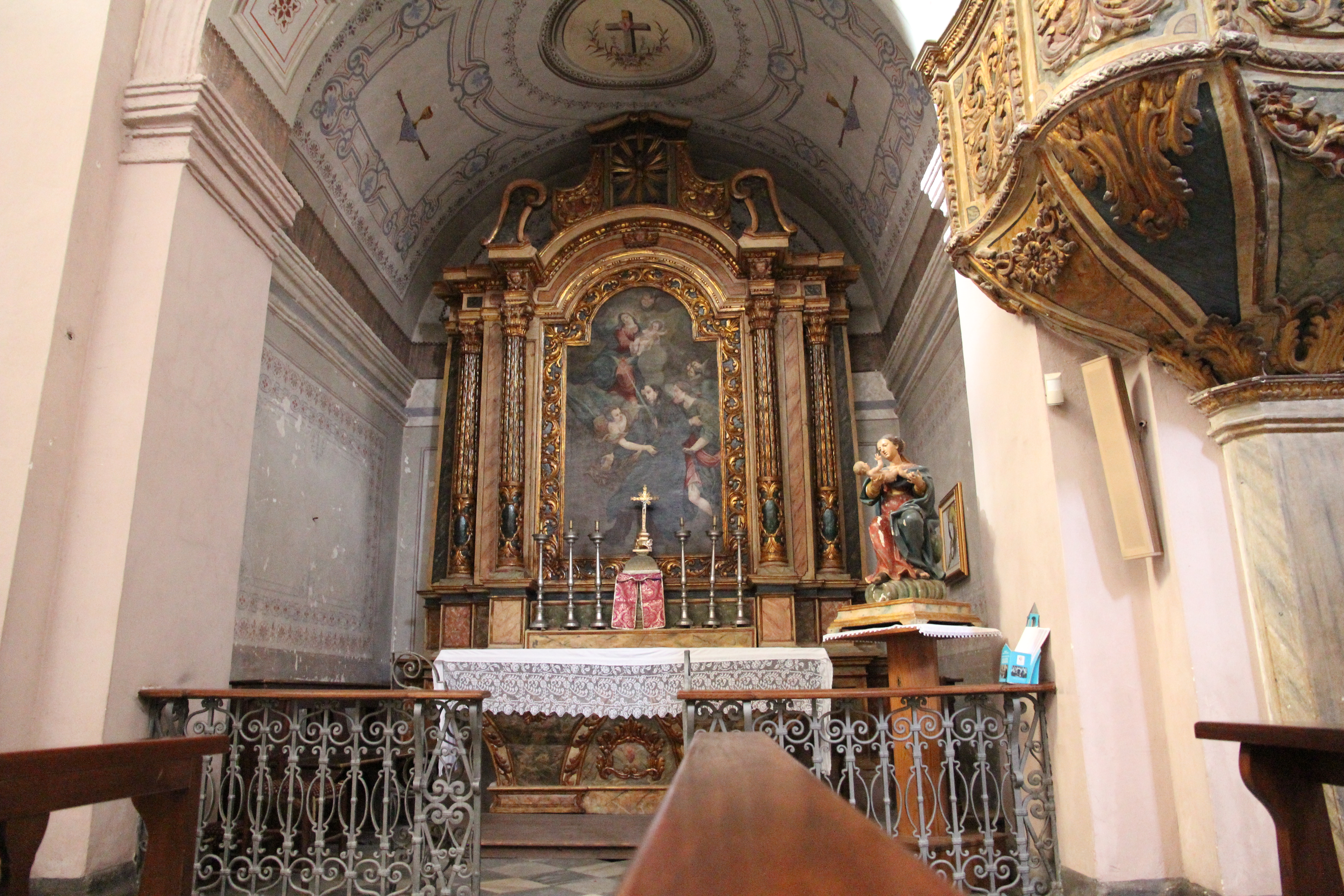
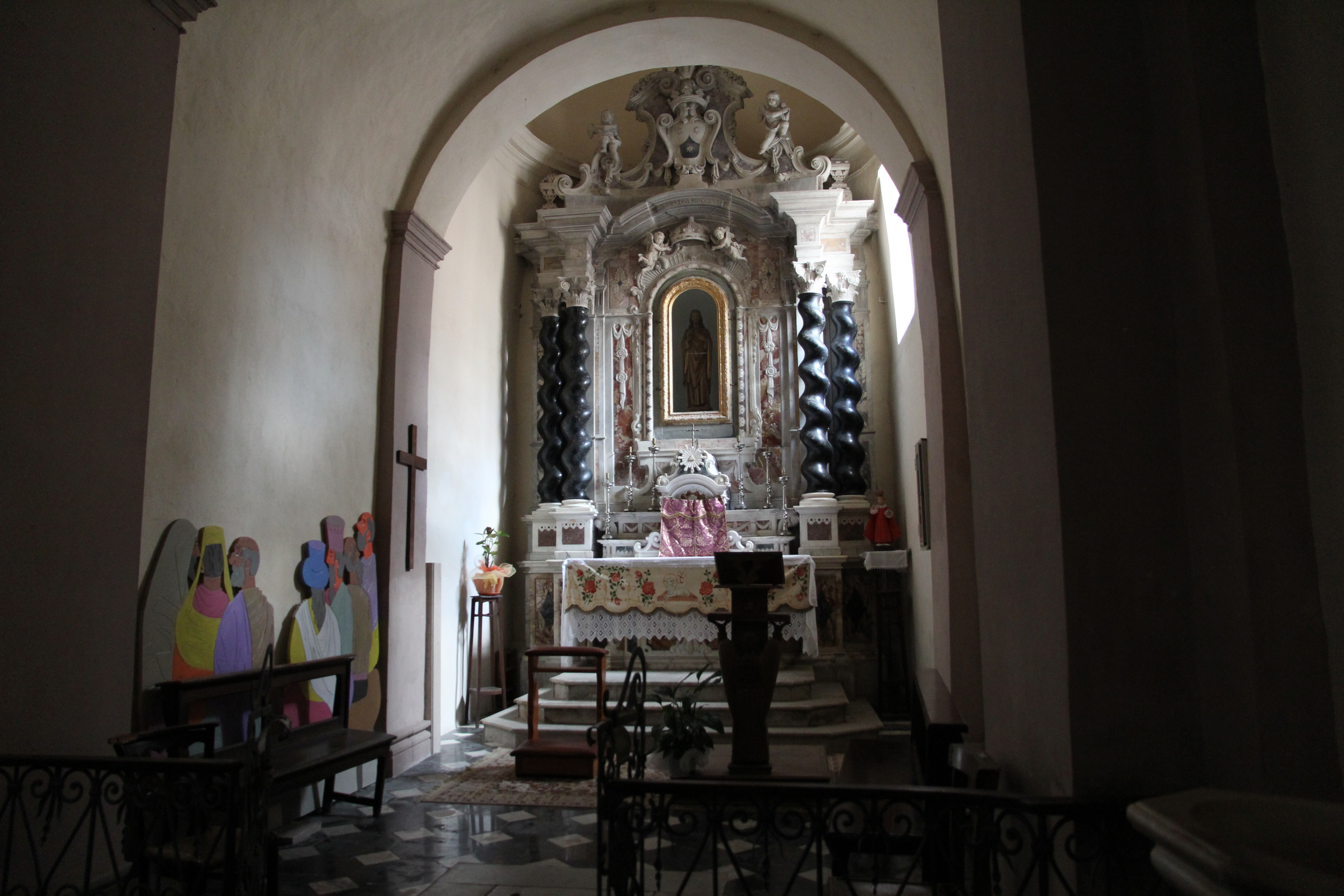